# Assaf Cohen

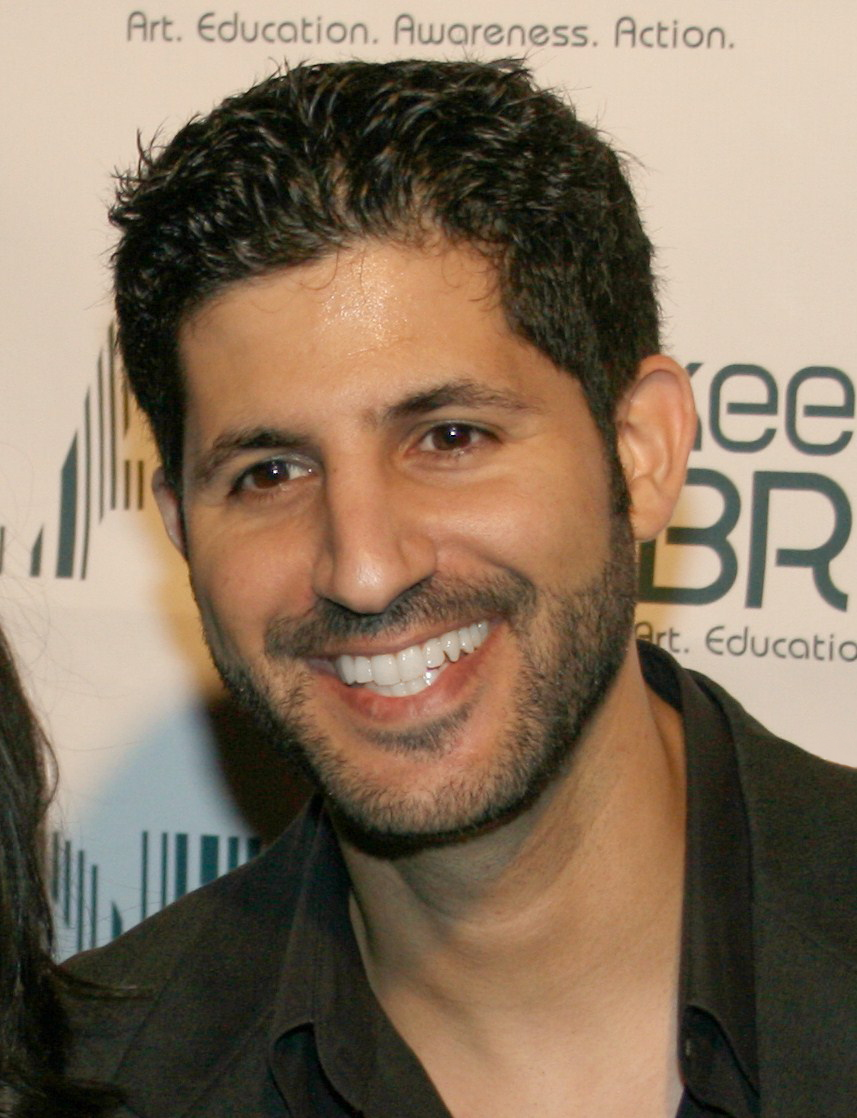
Assaf Cohen (2007)

Assaf Cohen (* 31. Oktober 1972 in Mountain View, Kalifornien) ist ein US-amerikanischer Schauspieler.

## Leben
Cohen wurde in Mountain View geboren. Nachdem seine Familie mehrere Jahre im Nahen Osten gelebt hatte, zog sie nach Palo Alto. Er machte in Berkeley seinen Abschluss in Integrativer Biologie. Danach spielte er mehrere Jahre in regionalen Theaterproduktionen mit. An der Mason School of the Arts der Rutgers University erlangte er einen Master of Fine Arts. Danach zog er nach Los Angeles.
Seine erste Fernsehrolle spielte er 2002 in einer Episode der Fernsehserie The Agency – Im Fadenkreuz der C.I.A. Größere Bekanntheit erlangte er durch eine Rolle in dem Oscar-prämierten Kurzfilm West Bank Story und den Film Flight Plan an der Seite von Jodie Foster. Es folgten weitere Filmrollen wie in Fast & Furious – Neues Modell. Originalteile. und zahlreiche Gastauftritte u. a. in Heroes, Burn Notice, 24 und Entourage.

## Filmografie (Auswahl)
- 2005: Flightplan – Ohne jede Spur (Flightplan)
- 2005: West Bank Story
- 2006: Lucky Man
- 2007: A Perfect Day (Kurzfilm)
- 2008: Pic Six
- 2009: Fast & Furious – Neues Modell. Originalteile. (Fast & Furious)
- 2010: Bulletface
- 2014: American Sniper
- 2021: Magnum P.I. (Fernsehserie, Folge 3x07)